# Station Ellerslie
Ellerslie is een spoorwegstation in de Nieuw-Zeelandse stad Auckland. Het station is geopend in 1873. Het station wordt bediend door de Zuidelijke Lijn en de Onehunga-Lijn.
In 2011 en 2012 werd het station gemoderniseerd. Het station kreeg onder andere twee nieuwe liften, nieuwe perronoverkappingen en nieuw meubilair. In april 2014 is het spoor er geëlektrificeerd.

## Bediening
De volgende treinen stoppen op station Ellerslie:

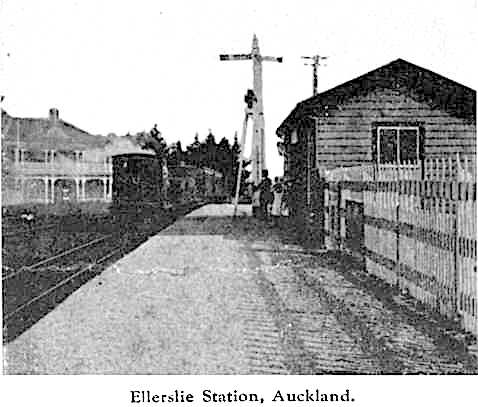
Het station in 1892

| Serie           | Treinsoort                           | Route                                                                                                | Bijzonderheden |
| --------------- | ------------------------------------ | --- | --- |
| Zuidelijke Lijn | Voorstadspoorweg (Auckland One Rail) | Waitematā – Newmarket – Ellerslie – Ōtāhuhu – Puhinui – Manurewa – Takaanini – Papakura – (Pukekohe) | Rijdt iedere twintig minuten. Rijdt in de spits iedere tien minuten, maar rijdt dan eens in de twintig minuten tot Pukekohe. Rijdt 's avonds eens in het halfuur. |
| Onehunga-Lijn   | Voorstadspoorweg (Auckland One Rail) | Newmarket – Ellerslie – Onehunga                                                                     | Rijdt ieder halfuur. |